# Amir Hatami

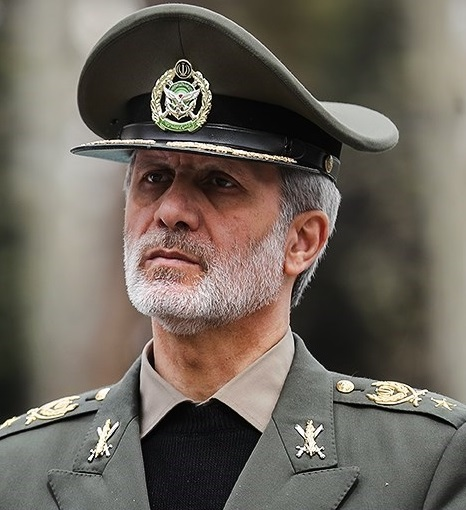
Generalmajor Amir Hatami (2019)

Amir Hatami (persisch امیر حاتمی; geboren circa 1965/1966 in Zandschan) ist ein Generalmajor der regulären iranischen Streitkräfte und Verteidigungsminister des Iran.
Nachdem er vom iranischen Präsidenten Hassan Rouhani am 8. August 2017 als Verteidigungsminister designiert worden war, wurde er am 20. August 2017 vom Parlament per Stimmwahl (261 Jastimmen, 10 Neinstimmen, 13 Enthaltungen und 4 ungültige Stimmen) zum Verteidigungsminister ernannt. Er ist Nachfolger von Hossein Dehghan.
Es ist das erste Mal seit 1989 der Fall eingetreten, dass ein Mitglied der regulären iranischen Streitkräfte diesen Posten erhielt, in den meisten Fällen wird das Amt einem Offizier der Revolutionsgarde (IRGC) übergeben.